# Eliot Lewis
Eliot Lewis (nascido em 10 de março de 1962) é um cantor americano derock, R&B e soul, tecladista, guitarrista, baixista, baterista, compositor e produtor. Ele é mais conhecido por seu trabalho com Average White Band (1989-2002) e Hall & Oates (2003-presente). Lewis também é parte integrante do "Live From Daryl's House", um show mensal criado  por Daryl Hall e exibido na Internet, e que agora é também exibido por várias redes de televisão a cabo nos Estados Unidos. Além disso, Lewis mantém seu próprio trabalho e carreira solo como um multi-instrumentista e cantor.

## Início da carreira
Lewis cresceu em Norwalk, CT, o caçula de três filhos, em que ele descreve como um ambiente muito musical. Embora sua mãe era uma pianista clássica, primeiro instrumento de Lewis foi a bateria, que ele descobriu aos 10 anos. Quando ele tinha 12 anos, ele formou sua primeira banda, Take Off, com três amigos de infância. O pai da Take Off, o baixista, trabalhou para várias grandes gravadoras e foi o responsável em expor o jovem Lewis a muitos dos artistas da época, incluindo The Who, Elton John e Alice Cooper. Ele mesmo providenciou uma sessão para os meninos em sua casa com Peter Frampton.
Aos 16 anos, Lewis pegou o violão e começou a escrever suas próprias canções. Alguns anos mais tarde, reconhecendo o potencial impacto da tecnologia na música, ele aprendeu sozinho teclado e baixo, e aprendeu a programar sintetizadores. Hoje, Lewis domina cinco instrumentos, e é um músico compositor completamente auto-suficiente.
Em seus 20 anos, Lewis foi introduzido para Dan Hartman, um cantor, compositor e produtor de discos responsável por sucessos como "Free Ride", "Relight My Fire" e "I Can Dream About You". Lewis começou a trabalhar com Hartman, colaborando em músicas para algumas das principais estrelas do dia e trabalhando em álbuns como Joe Cocker's Unchain My Heart e Tina Turner's Simply the Best.
Alguns anos mais tarde, Lewis assinou seu primeiro contrato com a editora Sony Tunes, onde colaborou com muitos outros compositores, incluindo Porter Carroll Jr. da banda Atlantic Starr. Depois de vários anos com a Sony, Lewis assinou com a Warner Chappell Music, em seguida, produziu uma série de lançamentos para RCA.

## Average White Band
No final de 1980, Lewis conheceu Alan Gorrie, um dos fundadores do grupo escocês de R&B Average White Band. AWB se separou em 1983, mas Lewis e Gorrie começaram a escrever juntos. Lewis escreveu uma série de canções, incluindo "Spirit of Love", e quando AWB foi reformada em 1989 para gravar AfterShock, Gorrie pediu a Lewis para tocar no álbum e co-produzi-lo. Lewis se tornou um membro oficial do AWB quando a gravação foi terminada. Ele passou 13 anos em AWB, tocando guitarra, baixo, teclado e cantando, tendo seus vocais nos principais sucessos, incluindo “School Boy Crush” e "Walk On By".
Lewis deixou AWB em 2002 para focar em sua carreira solo.

## Hall & Oates
A pouco mais de um ano depois de sair do AWB, Lewis recebeu um telefonema do cantor e compositor Daryl Hall, a quem ele conheceu através Gorrie. Hall precisava de um tocador de teclado para uma curta turnê de algum novo material solo, e Lewis concordou em se juntar a ele. No final da turnê, Lewis foi convidado para ser membro permanente tanto da banda solo de Hall como também para banda Daryl Hall e John Oates. Desde então, ele tem estado com os dois grupos mais do que qualquer outro membro, exceto Hall, Oates, e do saxofonista Charlie DeChant.
Como um membro da banda de Hall & Oates, Lewis tocou em alguns dos locais mais famosos do mundo, incluindo o Hollywood Bowl e na Arena Budokan, no Japão. Ele também já se apresentou em shows populares de televisão como "The Voice", "Late Night with Conan O'Brien" e "Jimmy Kimmel Live". Lewis apareceu com a banda Hall & Oates no longa-metragem de 2010 You Again. Ele tocou com a banda do Live From Daryl's House na flutuadora âncora no Torneio Pasadena do Roses Parade em 2014, e com a banda Hall & Oates em 2014, na cerimônia de posse para o Rock and Roll Hall da Fama.

## Live From Daryl's House
Live From Daryl's House é um web show aclamado pela crítica que começou por Hall no final de 2007. O show apresenta Hall e sua banda, incluindo Lewis, tocando ao vivo com artistas convidados, como os veteranos Smokey Robinson, Todd Rundgren, e Rob Thomas, e novos artistas como Cee Lo Green, Fitz and the Tantrums, the Dirty Heads, Allen Stone, Chromeo  e JOHNNYSWIM.
Lewis é o único membro do Live From Daryl's House (além do próprio Hall) que tocou em cada episódio. Ele geralmente está nos teclados, mas Lewis tocou guitarra em várias músicas. LFDH episódio 63, com ZZ Top's Billy Gibbons, apresenta vários solos de guitarra por Lewis.

## Artista Solo
Além de trabalhar com outros artistas, Lewis gravou e lançou de forma independente, sete CDs solo. Lewis toca todos os instrumentos, canta e faz as harmonias.
A canção título de seu primeiro CD, "Get Back What You Give", lançado em 2000, ganhou um prêmio no John Lennon Songwriting Concurso.
Seu CD, "Live And Up Front", lançado em Novembro de 2013, é a sua primeira gravação ao vivo, e inclui músicas tocadas durante datas individuais em Ohio.
Em agosto de 2014, Lewis lançou seu mais recente CD de estúdio, um EP intitulado “Crusade”.
Lewis frequentemente leva sua "banda de um homem só" para a estrada, tocando em clubes, festivais e espaços íntimos em torno de New England e partes do Centro-Oeste. Suas apresentações se concentram principalmente em seu próprio material, mas Lewis inclui músicas do AWB e Hall & Oates, além de algumas de suas canções favoritas de artistas que já trabalhou com o Live From Daryl's House. Enquanto visita o país com Hall & Oates, Lewis, ocasionalmente, faz shows solo depois de shows da banda, com colegas de banda, por vezes, que se juntam a ele no palco.
Em janeiro de 2015, Lewis lançou seu primeiro videoclipe, "Crusade" do CD "Crusade". Dirigido e produzido por Jay Johnson e Ronald Michael.

## Influências
Lewis descreve seu estilo atual como influenciado pelo rock clássico, soul, funk e blues. Músicos que tiveram um impacto sobre seu estilo musical incluem Jeff Beck, Jimmy Page, John Bonham, Jack Bruce, Stevie Wonder e Billy Preston.
Ele também lista o falecido músico Tom Wolk como uma influência pessoal. Lewis descreve Wolk, membro da banda de longa data e diretor musical de Hall e Oates, como "uma pessoa incrível de se estar ao redor, e não apenas um cara muito legal, ele era um músico magistral."

## Patrocínios
Lewis é patrocinado por Mérida Extrema Acoustic Guitars, Reverend Guitars and Hammond keyboards.

## Fotografia
Além de ser um músico completo, Lewis é reconhecido como um artista talentoso. Ele documentou suas viagens com Hall & Oates, fotografou paisagens de lugares onde a banda tem tocado, cenas de bastidores, e retratos de membros da banda e público. Seu trabalho tem sido apresentado em várias galerias de New England, em capas de álbuns e em materiais promocionais de Hall & Oates.
Lewis tornou-se interessado em fotografia quando adolescente, e trabalhou em um laboratório de processamento de fotos antes de invadir o mundo da música. Ele fotografava algumas vezes, enquanto estava com AWB, mas assumiu a fotografia a sério quando ele se juntou a Hall & Oates. Em 2003, Hall convidou Lewis para trazer sua câmera para uma sessão de vídeo para o álbum do duo Our Kind of Soul. Lewis tirou algumas fotos espontâneas, uma das quais se tornou a capa do álbum. Desde então, Lewis tira as fotos de materiais promocionais da banda e foi de sua autoria a capa do álbum solo de Hall 2010 Laughing Down Crying.

## Brasil
Em junho de 2014, Lewis deu sua primeira entrevista ao Brasil, para a jornalista Brina Guglielmo. A entrevista foi dada e publicada no jornal "Tribuna Popular", um jornal local da cidade de Pinhalzinho, São Paulo, Brasil.

## Casa Branca
Em março de 2015, Lewis esteve na Casa Branca com o presidente Barack Obama e a primeira-dama, Michelle Obama. Em suas próprias palavras: "Este é definitivamente um dos pontos altos da minha carreira. Obrigado Daryl & John por me dar esta experiência e tão feliz de ter compartilhado com essa banda incrível".

## Álbuns solo

### Standing On Top Of The World (2006)
Standing On Top Of The World

Cloud #9

Never Tell Me

Innocent (Instrumental)

Hello It's Me (Todd Rundgren cover song)

History

The Island (Instrumental)

I'll Try

Future Plans (Instrumental)

Over And Out

### 6 & One (2010)
Galaxy Quest

Adventure

Jetstream (Instrumental)

She's Gone (Hall & Oates cover song)

Truth (Instrumental)

Love Don't Lie

Lost

Helpless (Instrumental)

Get Back What You Give

Go Ahead (Instrumental)

### Enjoy The Ride (2012)
Determination

One Life

Dirty (Instrumental)

Start to Finish

Enjoy The Ride (Instrumental)

Soul Of The City

House On The Corner Of The Block

Innocence (Instrumental)

Highway

Earth And Back (Instrumental)

### Live And Up Front (2013)
Introduction (featuring Corrie Lewis)

Never Tell Me

Determination

Adventure

Enjoy The Ride (Instrumental)

Live And Learn

One Life

Soul Of The City

Helpless (Instrumental)

Get Back What You Give

Lost

### Crusade (2014)
Crusade

Soundtrack

Sonic Soldier (instrumental)

History

Back to Basics